# Polski Cmentarz Wojenny w Bolonii
Polski Cmentarz Wojenny w Bolonii, wł. Cimitero di guerra polacco – największa nekropolia z czterech polskich cmentarzy, znajdujących się na terenie Włoch. 

## Założenie cmentarza
Cmentarz powstał z inicjatywy ówczesnego dowódcy 2 Korpusu Polskiego gen. dyw. Władysława Andersa. Wybudowany został w okresie od 1 lipca do 15 grudnia 1946 roku przez żołnierzy 10 Batalionu Saperów 2 Korpusu Polskiego przy pomocy włoskich kamieniarzy. Cmentarz zaprojektował ppor. inż. arch. Zygmunt Majerski. Elementy dekoracyjne zaprojektował i wykonał architekt i rzeźbiarz Michał Paszyna. Budowę cmentarza nadzorował inż. Roman Wajda.
Cmentarz poświęcono 12 października 1946 roku. Wzięli w nim udział duszpasterze wszystkich wyznań pod przewodnictwem biskupa polowego Polskich Sił Zbrojnych na Zachodzie ks. Józefa Gawliny w obecności gen. dyw. Władysława Andersa. Coroczne uroczystości odbywają się tutaj w dzień zaduszny (2 listopada) oraz w dzień wyzwolenia Bolonii (21 kwietnia).

## Pochowani
Spoczywa tam 1432 żołnierzy 2 Korpusu Polskiego poległych w walkach na Linii Gotów, w Apeninie Emiliańskim i w bitwie o Bolonię (w tym 18 żołnierzy nieznanych z nazwiska). Wśród nich znajdują się także groby 14 zmarłych w latach 1947 - 1957. Ponadto na cmentarzu zostali pochowani m.in. Czesław Kawałkowski oraz Józef Pławski.

## Renowacje
- 1962-65 - dzięki staraniom gen. W. Andersa i kpt. Jana Jaworskiego
- 1969-72 - dzięki Stowarzyszeniu Kombatantów Polskich w Kanadzie
- 2014 - dzięki Radzie Ochrony Pamięci Walk i Męczeństwa

## Galeria zdjęć

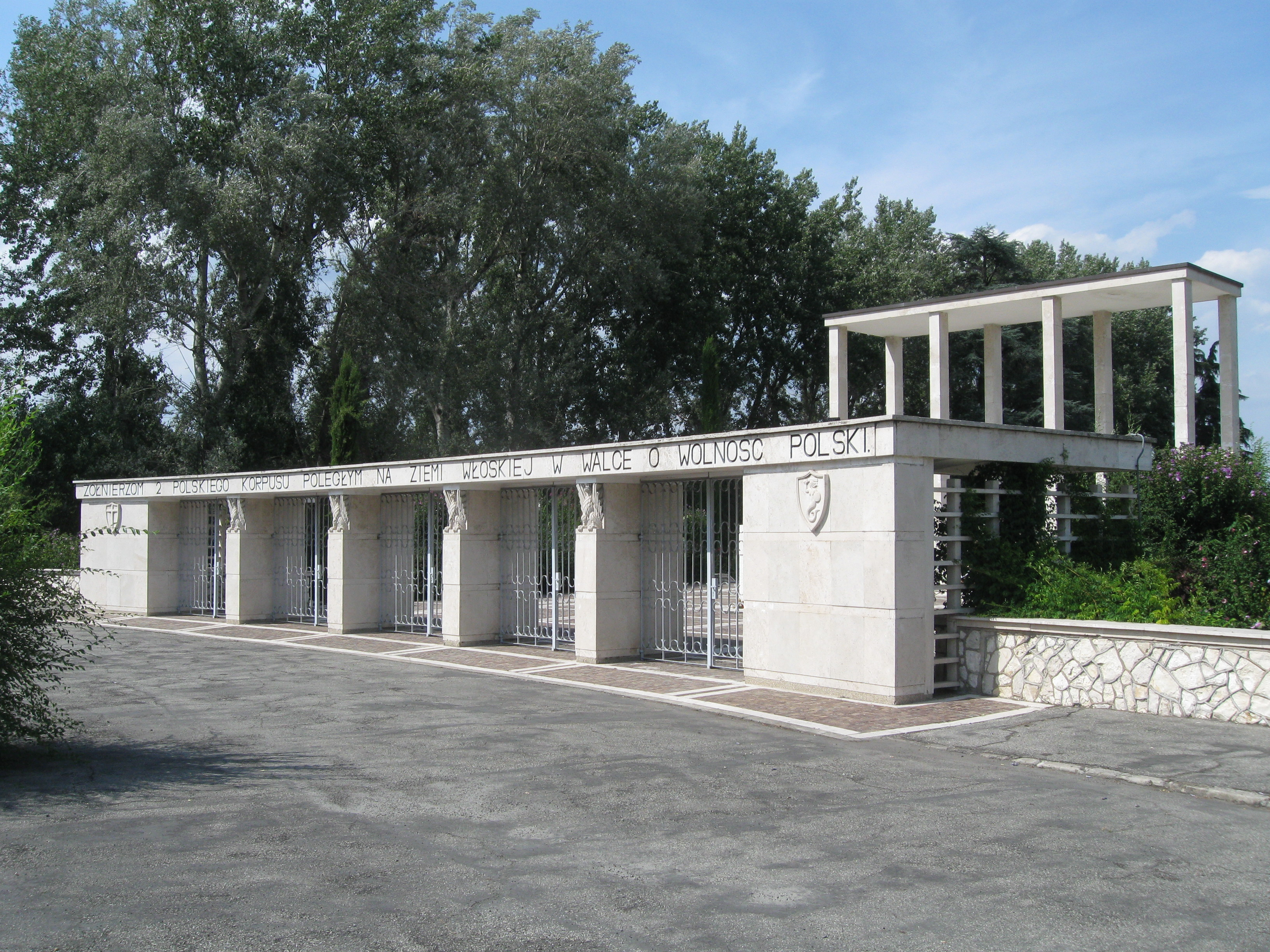
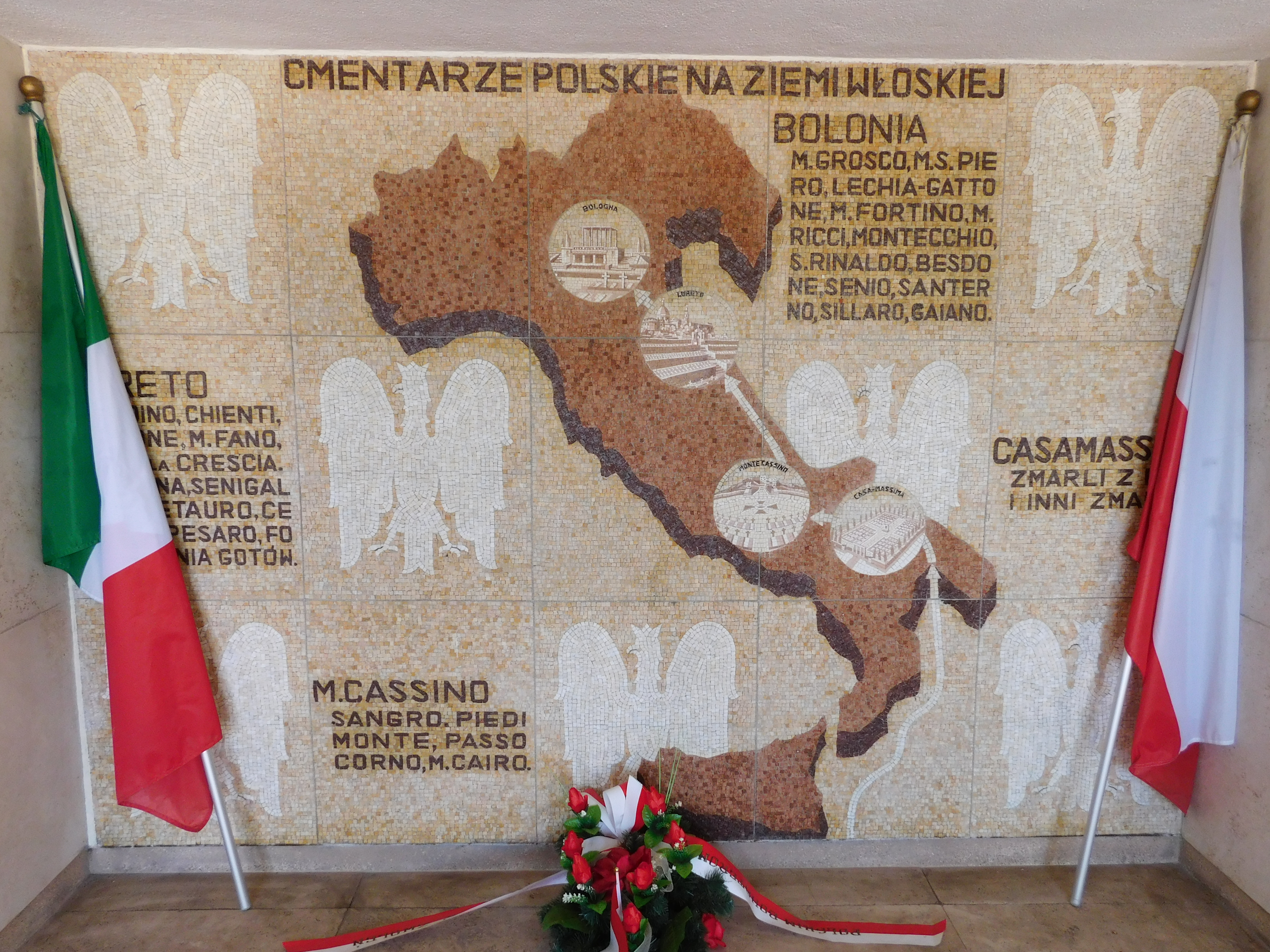
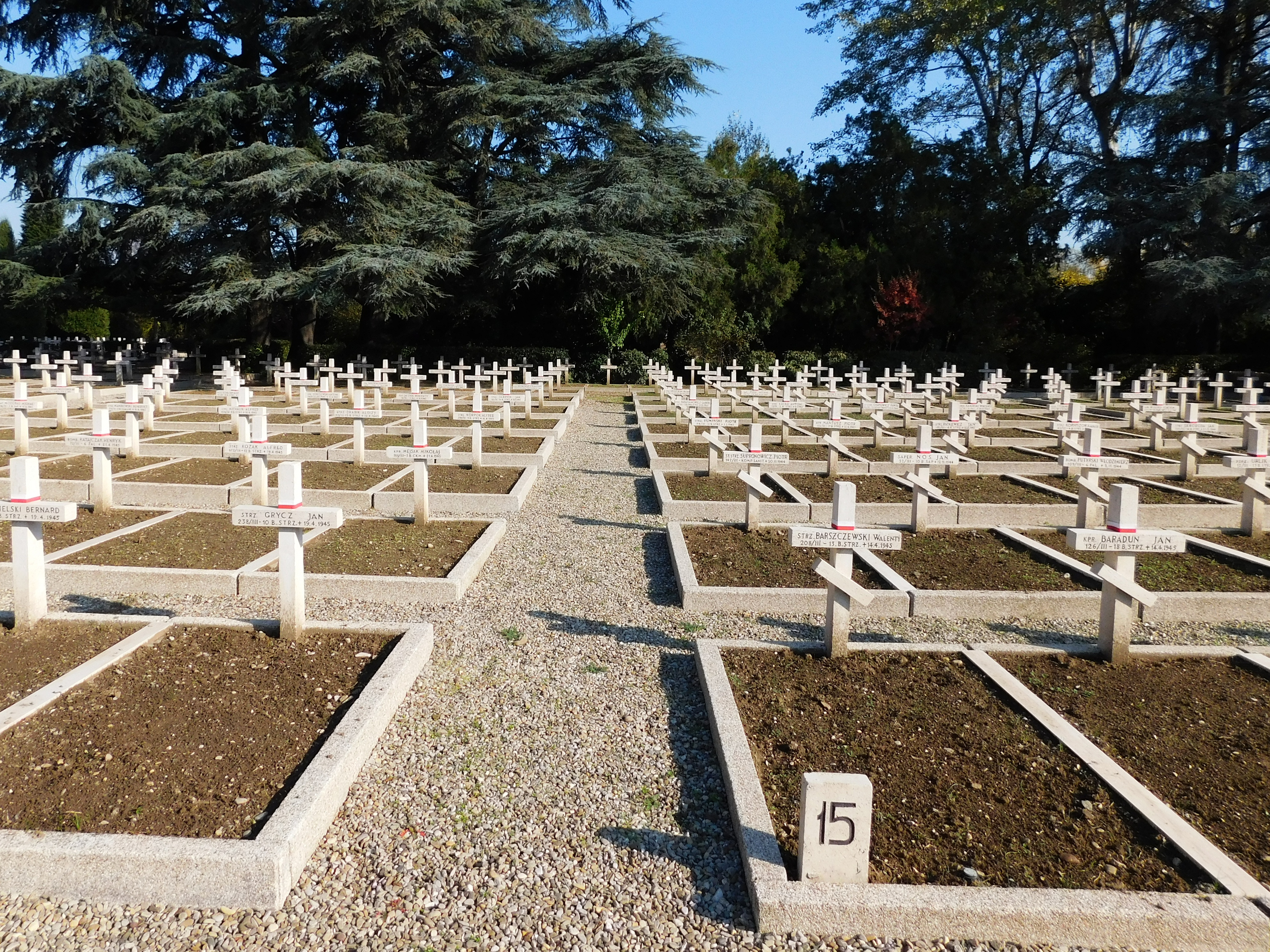
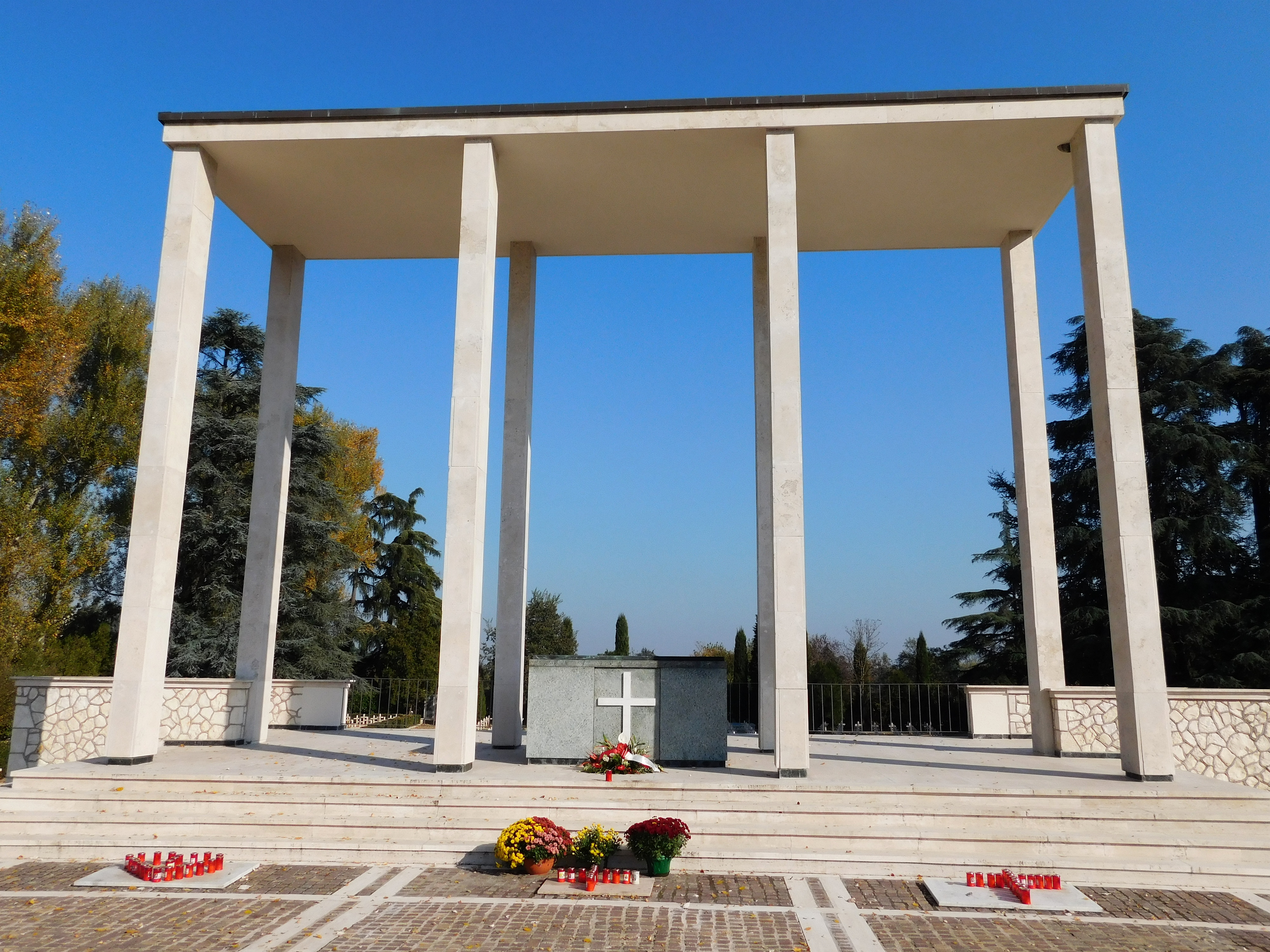
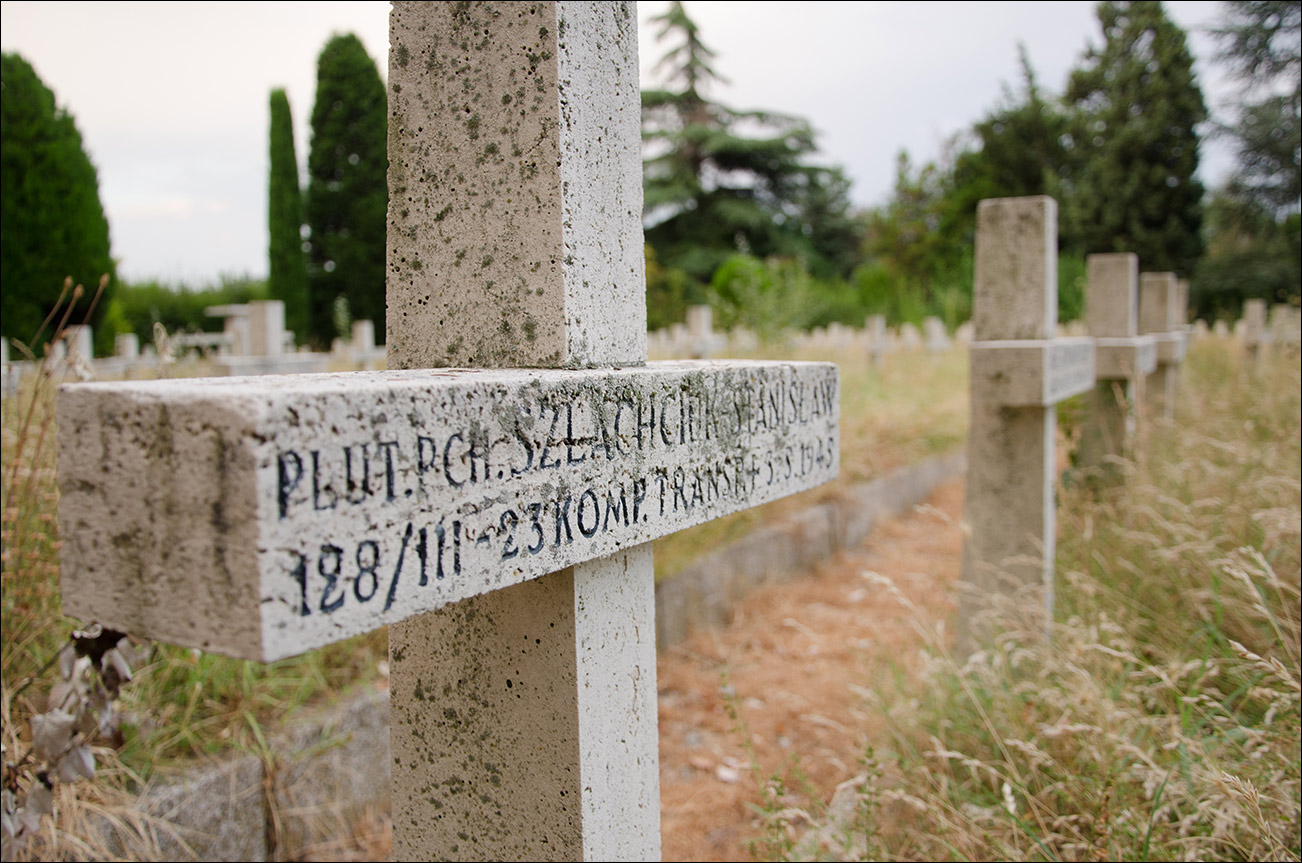
Jeden z grobów na cmentarzu (Stanisława Szlachciuka)

## Materiały źródłowe
- Polski Cmentarz Wojenny w Bolonii – historia założenia, lista pochowanych
- Bolonia - San Lazzaro di Savena. radaopwim.gov.pl. [zarchiwizowane z tego adresu (2015-05-18)]. – polska nekropolia wojenna
- Niebieska Eskadra – groby, cmentarze, pomniki, miejsca pamięci
- San Lazzaro di Savena – polskie cmentarze wojenne we Włoszech: Bolonia